# Lasius wittmeri
Lasius wittmeri är en myrart som beskrevs av Seifert 1992. Lasius wittmeri ingår i släktet Lasius och familjen myror. Inga underarter finns listade i Catalogue of Life.